# تپش قلب من (ترانه هیلاری داف)
«بهترین‌های قلبم» تک‌آهنگی از هنرمند اهل ایالات متحده آمریکا هیلاری داف است که در ۱۱ دسامبر ۲۰۰۵ توسط هالیوود رکوردز منتشر شد. این تک‌آهنگ در آلبوم تحت تعقیب قرار داشت.
این تک‌آهنگ در چارت‌های ایتالیا جزو ده ترانه اول قرار گرفت.